# Антикапиталистическая ментальность
Антикапиталисти́ческая мента́льность (англ. The Anti-Capitalistic Mentality) — книга экономиста Людвига фон Мизеса, впервые вышедшая в США в 1956 году. Книга выявляет психологические корни антикапитализма как мировоззрения.

## Структура
Книга состоит из введения и 5 глав:
1. Социальные характеристики капитализма и психологические причины ненависти к нему.
2. Социальная философия простого человека.
3. Литература при капитализме.
4. Возражения неэкономического порядка, выдвигаемые против капитализма.
5. «Антикоммунизм» против капитализма.

## Основные идеи
По мнению автора, отличительной чертой капитализма является массовое производство товаров для массового потребления. Благодаря капитализму пролетарии превращаются в буржуа. Тем не менее, сложилось устойчивое отрицательное мнение о данной экономической системе. Единственное, что может спасти цивилизованные народы — это ничем не ограничиваемая поддержка свободного капитализма.
Основной пафос автора находит выражение в следующих фразах, в которых он поясняет основные идеи критиков капитализма: «Такие рассуждения молчаливо признают, что при феодализме аристократы обладали достоинствами и были обязаны высоким положением и достатком своему моральному и культурному превосходству. Едва ли нужно всерьёз развенчивать этот миф…» и тут же объясняет, почему при капитализме равенство перед законом не ведёт к экономическому равенству: «Нельзя устранить или смягчить врожденные дефекты, которыми природа поставила многих в более трудное положение по сравнению с остальными. Нельзя изменить то, что кто-то родился больным или стал инвалидом. Биологическая „оснащенность“ человека очень жестко ограничивает сферу его деятельности. Люди, которые обладают способностью мыслить самостоятельно, отделены непреодолимой пропастью от людей, не обладающих этой способностью».

На утверждение, что при капитализме богатство не связано со способностями, Фон Мизес возражает, что при капитализме наверху социальной пирамиды находятся те, кто применил свои способности для удовлетворения спроса: 
«Миллионы людей любят „Пинкапинку“, напиток, изготовляемый всемирно известной компанией „Пинкапинка“. Миллионы людей любят детективы, фильмы ужасов, бульварную прессу, корриду, бокс, виски, сигареты, жевательную резинку. Миллионы отдают свои голоса за правительства, желающие вооружаться и воевать. Поэтому предприниматели, которым удается лучше и дешевле производить все вещи, необходимые для удовлетворения этих нужд, становятся богатыми. В условиях рыночной экономики важно не научное определение ценности, а та реальная оценка, которую дают данной вещи люди, покупая или не покупая её. Тому, кто склонен сетовать на нечестность рыночной системы, можно порекомендовать лишь одно. Если хочешь добиться успеха, попытайся предложить потребителю что-либо дешевле или лучше чем то, что уже имеется. Попытайся превзойти Пинкапинку другим, более удачным напитком. Равенство перед законом позволяет тебе вызвать на соревнование любого миллионера. В условиях рынка, не испытывающего давления со стороны правительства, которое стремилось бы наложить на него запреты и ограничения, можно пенять только на себя, если ты не смог превзойти шоколадного короля, кинозвезду или чемпиона по боксу. Если вы предпочтете богатству, которого могли бы добиться, торгуя одеждой или занимаясь профессиональным боксом, удовлетворение от занятий поэзией или философией, — ваше право. Но тогда, естественно, вы не заработаете столько, сколько заработает тот, кто будет служить большинству. Ибо таков закон экономической демократии рынка».

## Переводы
Книга переведена на шведский (1957), испанский (1957), немецкий (1958), португальский (1988), итальянский (1988) и польский (1991) языки.
Перевод книги на немецкий язык был выполнен проживавшим и работавшим в Лондоне немецким экономистом Фровайном (нем. Frowein, англ. Frowen) под названием «Die Wurzeln des Antikapitalismus» («Корни антикапитализма»).
В русском переводе книга издана в 1993 г. издательством «Дело» (Москва) в сборнике: Л. фон Мизес «Бюрократия. Запланированный хаос. Антикапиталистическая ментальность».